# Echo (Leona Lewis musikalbum)
Echo är ett album med Leona Lewis från 2009.

## Låtlista
1. I Got You
2. Can't Breathe
3. Brave
4. Outta My Head
5. My Hands
6. Love Letter
7. Broken
8. Stop Crying Your Heart Out
9. Don't Let Me Down
10. Alive
11. Lost Then Found Feat. OneRepublic
12. Stone Hearts & Hand Grenades (gömd låt)

## Singlar
- Happy
- I Got You